# Cebus
Genre
Cebus est un genre de singes du Nouveau Monde de la famille des Cebidae.

## Classification
Historiquement, Cebus incluaient tous les sapajous. Des études phylogénétiques récentes ont démontré que les espèces du groupe de Cebus apella s'étaient séparées de celles du groupe de Cebus capucinus au Miocène déjà. Elles ont donc été replacées dans un genre à part, Sapajus,.

### Liste des espèces
Selon ITIS (20 septembre 2019) :
- Cebus aequatorialis J. A. Allen, 1914
- Cebus albifrons (Humboldt, 1812)
- Cebus brunneus Allen, 1914
- Cebus capucinus (Linnaeus, 1758)
- Cebus cesarae Hershkovitz, 1949
- Cebus cuscinus Thomas, 1901
- Cebus imitator Thomas, 1903
- Cebus kaapori Queiroz, 1992
- Cebus leucocephalus Gray, 1865
- Cebus malitiosus Elliot, 1909
- Cebus olivaceus Schomburgk, 1848
- Cebus unicolor Spix, 1823
- Cebus versicolor Pucheran, 1845
- Cebus yuracus Hershkovitz, 1949